# Yi Chu-huan
Yi Chu-huan (* 31. August 1987 in Taipeh) ist ein taiwanischer Tennisspieler.

## Karriere
Yi Chu-huan spielt hauptsächlich auf der ATP Challenger Tour und der ITF Future Tour. Er feierte bislang ein Einzel- und 21 Doppelsiege auf der Future Tour. Auf der Challenger Tour gewann er bis jetzt fünf Doppelturniere. Zum 28. November 2011 durchbrach er erstmals die Top 200 der Weltrangliste im Doppel und seine höchste Platzierung war ein 176. Rang im Juli 2012.
Yi Chu-huan spielt seit 2006 für die taiwanische Davis-Cup-Mannschaft. Für diese trat er in zehn Begegnungen an, wobei er im Einzel eine Bilanz von 0:2 und eine Doppelbilanz von 5:7 aufzuweisen hat.

## Erfolge
| Legende (Anzahl der Siege)  |
| Grand Slam                  |
| ATP World Tour Finals       |
| ATP World Tour Masters 1000 |
| ATP World Tour 500          |
| ATP World Tour 250          |
| ATP Challenger Tour (8)     |

### Doppel

#### Turniersiege
| Nr. | Datum              | Turnier      | Belag       | Partner              | Finalgegner                    | Ergebnis           |
| --- | ------------------ | ------------ | ----------- | -------------------- | ------------------------------ | ------------------ |
| 1.  | 22. November 2009  | Yokohama     | Hartplatz   | Yang Tsung-hua       | Alexei Kedrjuk Junn Mitsuhashi | 6:79, 6:3, [12:10] |
| 2.  | 27. November 2011  | Toyota       | Teppich (i) | Hiroki Kondō         | Gao Peng Gao Wan               | 6:4, 6:1           |
| 3.  | 1. Februar 2015    | Hongkong     | Hartplatz   | Hsieh Cheng-peng     | Saketh Myneni Sanam Singh      | 6:4, 6:2           |
| 4.  | 13. September 2015 | Shanghai (1) | Hartplatz   | Wu Di                | Thomas Fabbiano Luca Vanni     | 6:3, 7:5           |
| 5.  | 27. Februar 2016   | Kyōto        | Teppich (i) | Gong Maoxin          | Gō Soeda Yasutaka Uchiyama     | 6:3, 7:67          |
| 6.  | 13. März 2016      | Zhuhai       | Hartplatz   | Gong Maoxin          | Wu Di Hsieh Cheng-peng         | 2:6, 6:1, [10:5]   |
| 7.  | 12. September 2016 | Shanghai (2) | Hartplatz   | Hsieh Cheng-peng     | Gao Xin Li Zhe                 | 7:65, 5:7, [10:0]  |
| 8.  | 16. September 2017 | Shanghai (3) | Hartplatz   | Toshihide Matsui (3) | Bradley Klahn Peter Polansky   | 7:61, 4:6, [10:5]  |